# Cerâmica de figuras vermelhas

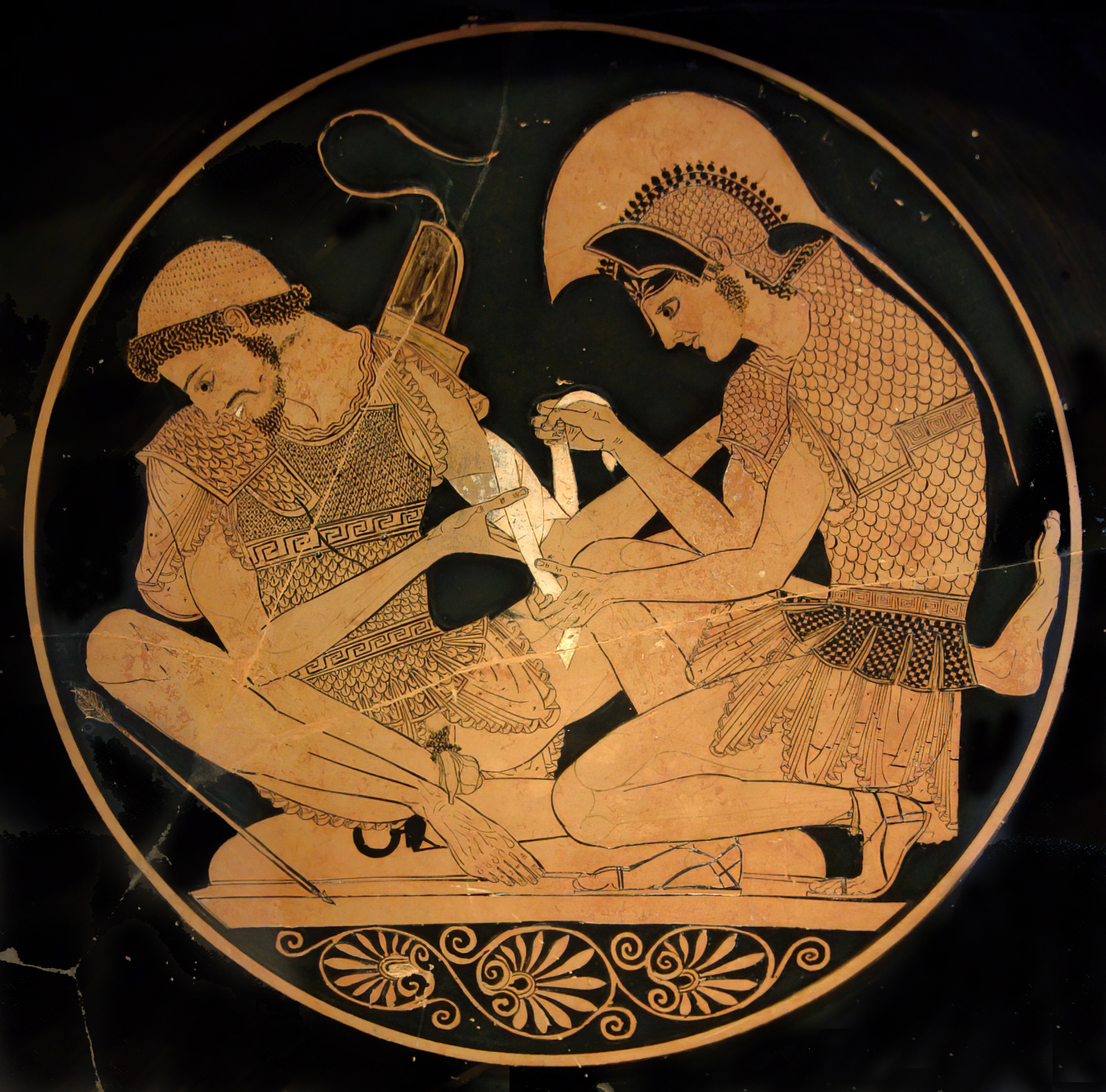
Aquiles ligando Pátroclo (representação dentro de uma taça)

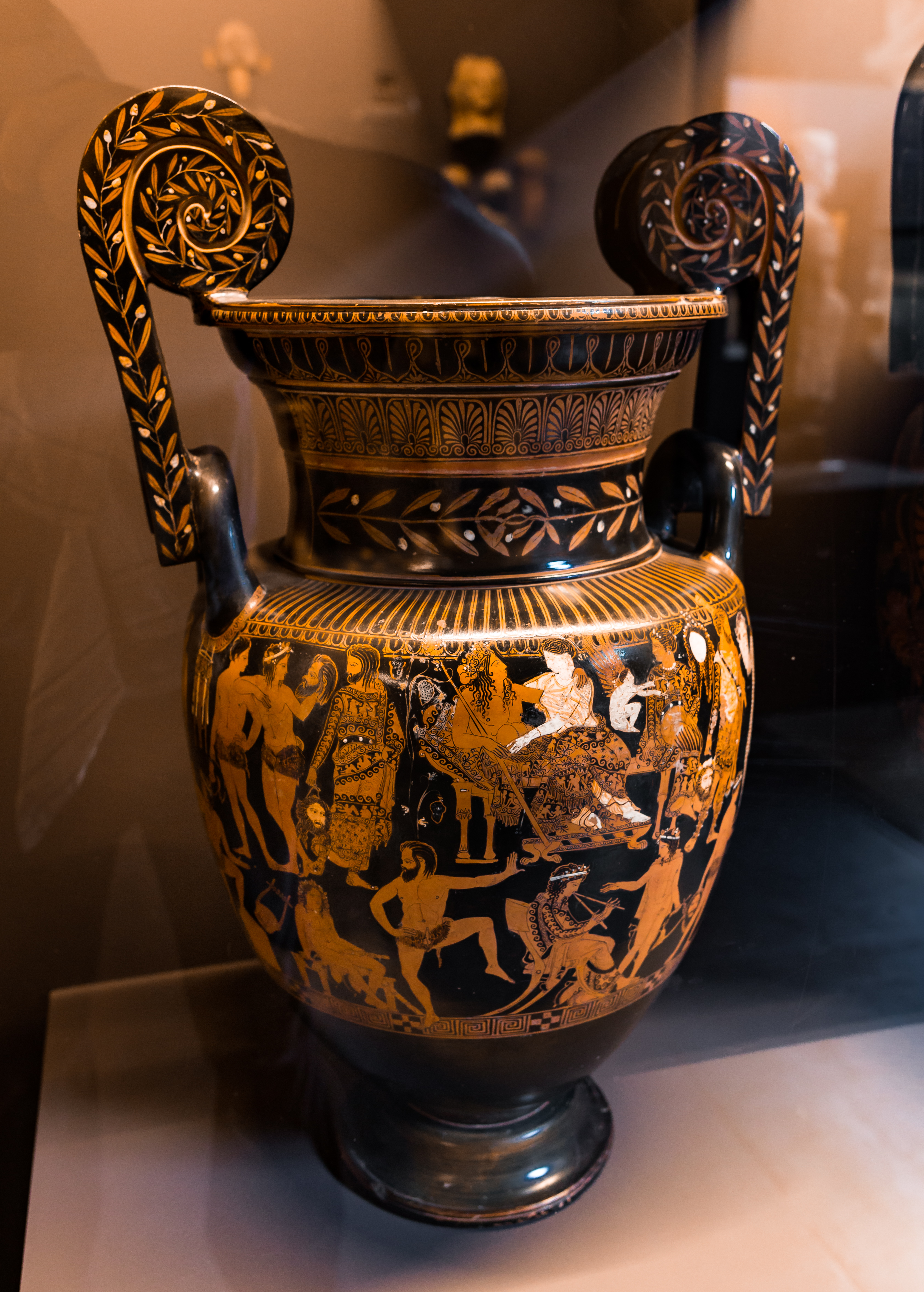
Vaso Pronomos, cerâmica ática, 410 a.C., representando uma companhia de teatro completa - com atores, um coro de sátiros, músicos, ménades e um poeta - junto com Dionísio e Ariadne, está em exposição no Museu Arqueológico Nacional de Nápoles

A cerâmica de figuras vermelhas ou registro de pintura vermelha em cerâmica é um estilo de cerâmica grega, depois adotado também na Magna Grécia, em que o fundo é pintado de preto, enquanto a figura em si não é pintada. Assim, as figuras tomam o tom avermelhado do barro ateniense depois que ele é cozido na presença de oxigênio.
Esta técnica foi desenvolvida por volta de 530 a.C., pelo Pintor de Andócides substituindo o mais antigo registro de pintura negra em cerâmica grega, com exceção das ânforas panatenaicas, pois o novo processo permitia mais detalhes intrincados nos elementos pintados. Quando progrediu, foi uma de várias técnicas que os artistas experimentaram. As técnicas e convenções de registros de pintura vermelha foram desenvolvidas por um grupo de artistas conhecido como Grupo Pioneiro, entre eles Eufrônio e Eutimidas. Tornou-se a técnica predominante e permaneceu popular até o século IV a.C.
Existem muito poucos exemplares de vasos posteriores a 450 a.C. Não é claro por que razão esta técnica foi usada durante tão pouco tempo em Atenas. Admite-se que, com a prosperidade de Atenas, tenham passado a preferir o metal (bronze e prata).
O registro de pintura vermelha em cerâmica grega é considerado o ápice da cerâmica grega, e a maioria dos vasos ou taças hoje famosos por suas pinturas requintadas, são pintados no estilo de registro de pintura vermelha.

## A técnica do registro de pintura vermelha
Criar uma peça completa com um registro em figuras vermelhas requeria colaboração estreita entre o oleiro e o pintor. O oleiro moldava a peça em argila e a entregava ao pintor enquanto o barro ou a argila  ainda estava úmida. O pintor pintava o vaso usando um instrumento como uma bolsa de pastel com um bico de seringa de osso ou madeira para expor as linhas de detalhes finos e cores de fundo.

## Ceramistas que usavam pintura vermelha na arte grega
- Cleofão
- Cleofrades
- Eufrônio
- Eutimides
- Fíntias
- Oltos
- Pintor de Aquiles
- Pintor de Berlim
- Pintor de Douris
- Pintor de Andócides